# Türkəçi
Türkəçi è un comune dell'Azerbaigian situato nel distretto di Ucar. Conta una popolazione di 429 abitanti.